# Joe Watson (Eishockeyspieler)
Joseph John „Joe“ Watson (* 6. Juli 1943 in Smithers, British Columbia) ist ein ehemaliger kanadischer Eishockeyspieler, der im Verlauf seiner aktiven Karriere zwischen 1961 und 1978 unter anderem 919 Spiele für die Boston Bruins, Philadelphia Flyers und Colorado Rockies in der National Hockey League auf der Position des Verteidigers bestritten hat. Seine größten Karriereerfolge feierte Watson, dessen jüngerer Bruder Jimmy ebenfalls in der NHL spielte, in Diensten der Philadelphia Flyers mit dem Gewinn des Stanley Cups in den Jahren 1974 und 1975.

## Karriere
Watson verbrachte seine Juniorenzeit zwischen 1961 und 1963 bei den Estevan Bruins in der Saskatchewan Junior Hockey League. Mit der Mannschaft nahm der Verteidiger im Jahr 1963 am Memorial Cup teil und wechselte im Anschluss daran als Eigentum der Boston Bruins aus der National Hockey League in den Profibereich.
Die Bruins setzten Watson zunächst bei ihrem Farmteams in der Central Professional Hockey League ein. Von 1963 bis 1965 lief er in der Liga für die Minneapolis Bruins auf; in der Folge ein Jahr bis 1966 für die Oklahoma City Blazers. Nachdem der Kanadier bereits in der Saison 1964/65 sein NHL-Debüt im Trikot Bostons gefeiert hatte, war er mit Beginn der Spielzeit 1966/67 Stammspieler. Obwohl er im Trikot der Bruins einen gelungene Rookiesaison absolviert hatte, ließ ihn das Team im NHL Expansion Draft 1967 ungeschützt, sodass ihn dort die neu gegründeten Philadelphia Flyers auswählten.
Bei den Flyers fand Watson für die folgenden elf Spieljahre bis zum Sommer 1978 eine sportliche Heimat. Mit der Verpflichtung von Fred Shero als Cheftrainer im Sommer 1971 erarbeiteten sich die Flyers in den folgenden Jahren den Ruf als sehr körperbetont spielendes Team, das dafür den Beinamen „Broad Street Bullies“ erhielt. Im Kader galt Watson als guter Schussblocker, der für sein effizientes Positionsspiel bekannt war. Da Shero diese Qualitäten sehr schätzte, war er unangefochtener Stammspieler in der Defensive und somit in den Jahren 1974 und 1975 maßgeblich an den beiden einzigen Stanley-Cup-Triumphen des Franchises beteiligt. Zudem erhielt er während seiner Zeit im Trikot der Flyers in den Jahren 1974 und 1977 jeweils eine Einladung zum NHL All-Star Game.
Watsons erfolgreiche Zeit in Philadelphia kam Ende August 1978 zu einem Ende, als die Colorado Rockies den 35-jährigen Abwehrspieler von den Flyers kauften. Die Rockies erhofften sich in dem erfahrenen Watson einen Mentor für ihre jungen und unerfahrenen Defensivspieler. Bereits nach 18 Saisonspielen kam seine Zeit in Colorado aber zu einem jähen Ende. Während eines Spiels gegen die St. Louis Blues wurde Watson bei einem Laufduell zum Puck von Gegenspieler Wayne Babych derart heftig in die Spielfeldbegrenzung gecheckt, dass seine Kniescheibe einfach und sein Oberschenkelknochen gleich an 14 Stellen gebrochen waren. Er beendete daraufhin umgehend seine aktive Karriere und kehrte nicht mehr aufs Eis zurück.

## Erfolge und Auszeichnungen
| - 1966 CPHL First All-Star Team - 1974 Teilnahme am NHL All-Star Game - 1974 Stanley-Cup-Gewinn mit den Philadelphia Flyers | - 1975 Stanley-Cup-Gewinn mit den Philadelphia Flyers - 1977 Teilnahme am NHL All-Star Game |

## Karrierestatistik
(Legende zur Spielerstatistik: Sp oder GP = absolvierte Spiele; T oder G = erzielte Tore; V oder A = erzielte Assists; Pkt oder Pts = erzielte Scorerpunkte; SM oder PIM = erhaltene Strafminuten; +/− = Plus/Minus-Bilanz; PP = erzielte Überzahltore; SH = erzielte Unterzahltore; GW = erzielte Siegtore; 1 Play-downs/Relegation; Kursiv: Statistik nicht vollständig)